# Мейплгерст (Вісконсин)
Мейплгерст (англ. Maplehurst) — місто (англ. town) в США, в окрузі Тейлор штату Вісконсин. Населення — 338 осіб (2020).

## Історія
Шість миль площі, яка згодом стала Мейплгерстом, вперше обстежили влітку 1847 року бригада, яка працювала на уряд США. Потім у травні 1854 року інша бригада розмітила ділянки у містечку. У 1870-х роках Wisconsin Central побудували тут першу залізничну лінію.

## Демографія
Згідно з переписом 2010 року, у місті мешкало 335 осіб у 134 домогосподарствах у складі 99 родин. Було 163 помешкання
Расовий склад населення:
| - 94,9 % — білих - 3,3 % — чорних або афроамериканців - 0,6 % — корінних американців - 1,2 % — осіб інших рас |

До двох чи більше рас належало 0,0 %. Частка іспаномовних становила 1,2 % від усіх жителів.
За віковим діапазоном населення розподілялося таким чином: 22,1 % — особи молодші 18 років, 61,5 % — особи у віці 18—64 років, 16,4 % — особи у віці 65 років та старші. Медіана віку мешканця становила 45,6 року. На 100 осіб жіночої статі у місті припадало 120,4 чоловіків;  на 100 жінок у віці від 18 років та старших — 113,9 чоловіків також старших 18 років.
Середній дохід на одне домашнє господарство  становив 61 549 доларів США (медіана — 56 250), а середній дохід на одну сім'ю — 68 221 долар (медіана — 60 938). Медіана доходів становила 41 667 доларів для чоловіків та 27 188 доларів для жінок. За межею бідності перебувало 8,4 % осіб, у тому числі 6,1 % дітей у віці до 18 років та 8,6 % осіб у віці 65 років та старших.
Цивільне працевлаштоване населення становило 176 осіб. Основні галузі зайнятості: виробництво — 23,9 %, сільське господарство, лісництво, риболовля — 13,1 %, будівництво — 11,9 %, роздрібна торгівля — 11,4 %.